# Santa Cruz de Mompox
Mompox hay Mompós có tên chính thức Santa Cruz de Mompox là một thị trấn ở miền bắc Colombia, thuộc tỉnh Bolívar. Thị trấn tọa lạc trên một hòn đảo bên sông Magdalena nơi mà nó dòng sông này đổ vào sông Cauca. Thị trấn Mompox phụ thuộc vào nghề đánh bắt cá, chăn nuôi gia súc, du lịch và thương mại. Dân số ở đây khoảng 30.000 người, và liền kề với các đô thị Pinillos và San Fernando.
Simón Bolívar đến Mompox vào năm 1812 và tuyển dụng gần như tất cả những người đàn ông khỏe mạnh để hình thành quân đội cho chiến thắng của ông ở Caracas.

## Lịch sử
Mampo (hoặc Mompoj) là tên của thủ lĩnh nền văn minh Quimbaya trước khi người Tây Ban Nha đến. Mompox có nghĩa là "vùng đất cai trị của Mampo ". Thành phố được thành lập vào năm 1540 bởi Juan de Santa Cruz với mục đích là thành lập một cảng trên sông Magdalena. Sau đó, thị trấn trở nên khá thịnh vượng nhờ việc vận chuyển hàng hóa từ thượng nguồn vào bên trong nội địa. Một xưởng đúc tiền hoàng gia đã được thành lập ở đây và từ đó thị trấn nổi tiếng với các thợ kim hoàn. Cuối thế kỷ 19, đầu thế kỷ 20, khi những thay đổi của dòng sông cùng với việc chiến tranh giành độc lập ở Colombia khiến Mompox suy yếu dần và sau đó, Magangué đã trở thành cảng ưa thích

## Kiến trúc
Thị trấn nhờ có kiến trúc thuộc địa, pha trộn giữa kiến trúc Tây Ban Nha và Indians (người bản địa Nam Mỹ) được bảo tồn rất tốt. Vì vậy, trung tâm lịch sử của Santa Cruz de Mompox được UNESCO đưa vào danh sách di sản thế giới vào năm 1995.
Các tòa nhà vẫn được sử dụng với mục đích ban đầu của nó tạo thành ví dụ tuyệt vời về một thị trấn thuộc địa của Tây Ban Nha. Thị trấn có kiến trúc kết hợp hài hòa với dòng sông bên cạnh, được chia thành những ô vuông để xây dựng các khu dân cư, cửa hàng, nhà thờ, pháo đài được chú ý bởi những lan can, khung cửa sắt, đồ trang trí dọc theo các con phố chính như Calle de la Albarrada, Real Calle del Medio và de Atrás Calle. Cùng với đó là những nhà thờ tạo thành một bảo tàng tôn giáo thuộc địa đặc sắc như: Nhà thờ Giáo hội Đức Mẹ, nhà thờ Santa Bárbara, nhà thờ San Agustín, nhà thờ San Francisco hay nhà thờ San Juan de Dios... được xây dựng vào thế kỷ 16,17 trong đó nổi bật nhất là nhà thờ Santa Bárbara có kiến trúc và được trang trí tinh tế đẹp nhất ở thị trấn. Một số công trình đáng chú ý khác như tòa thị chính, tu viện Cloister of San Carlos, nghĩa trang thị trấn, quảng trường trung tâm...Phía bờ sông người ta xây dựng các bức tường để ngăn mỗi khi nước sông lên cao.

## Hình ảnh

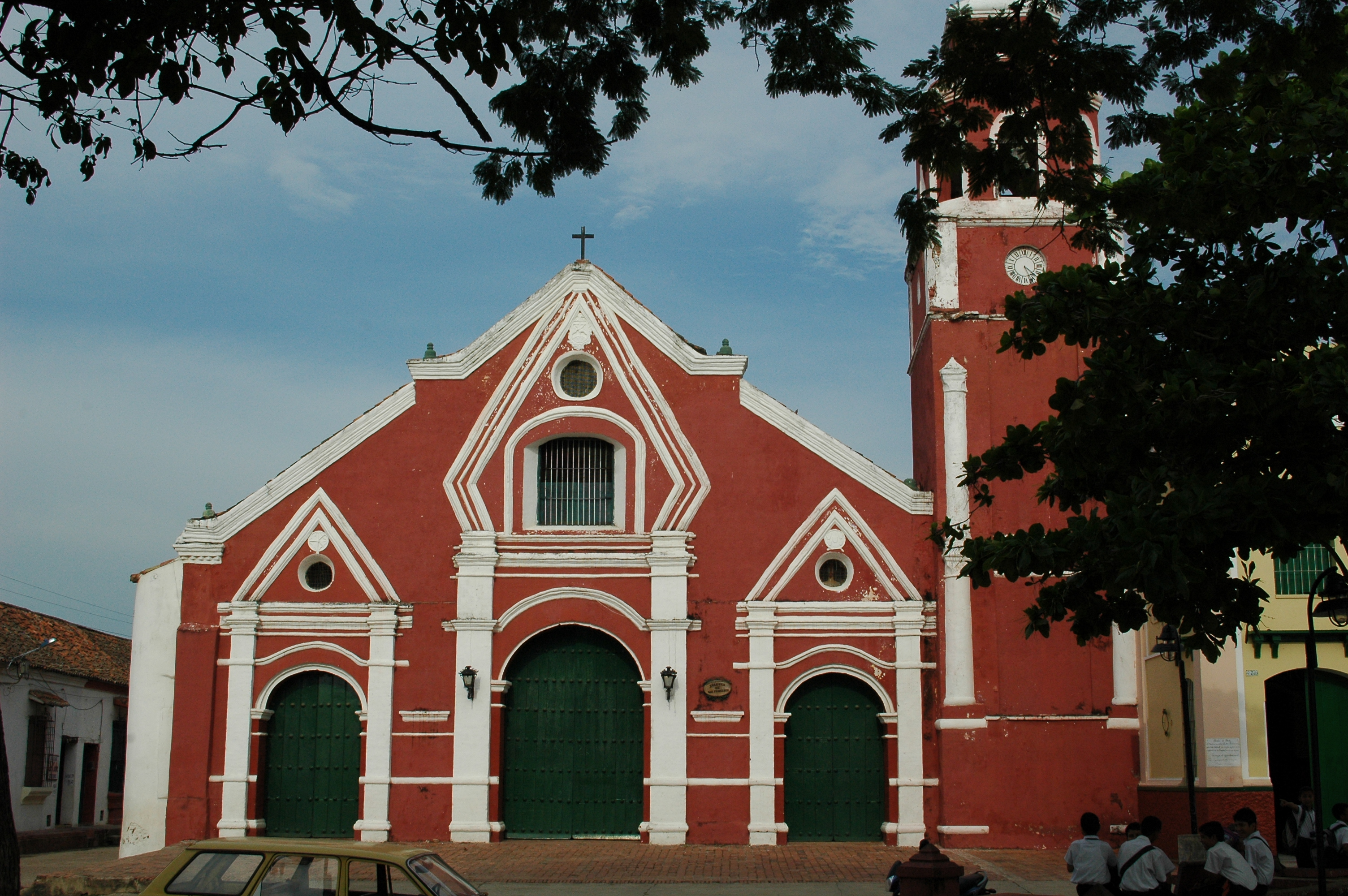
Nhà thờ San Francesco
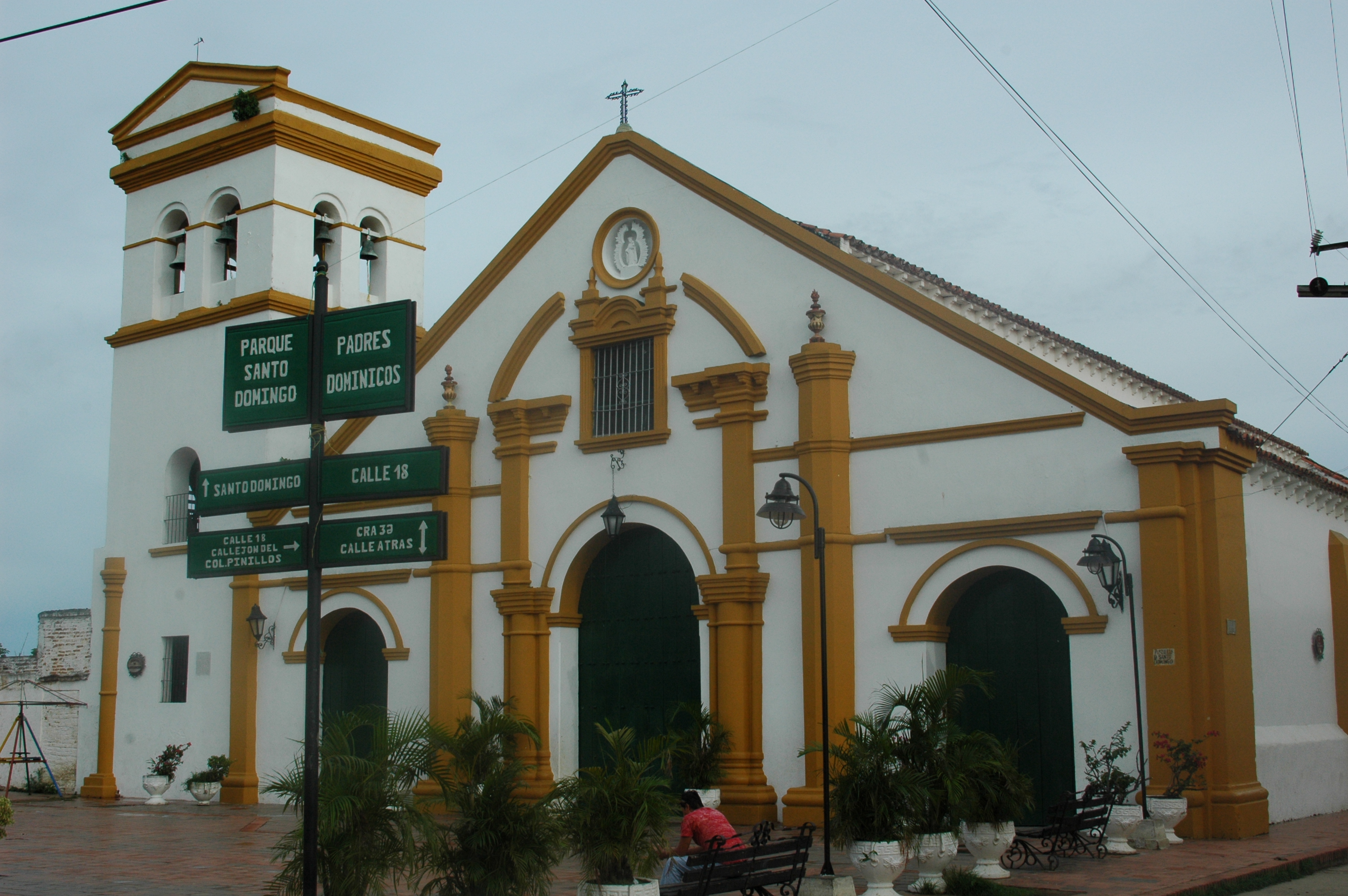
Nhà thờ San Domenico
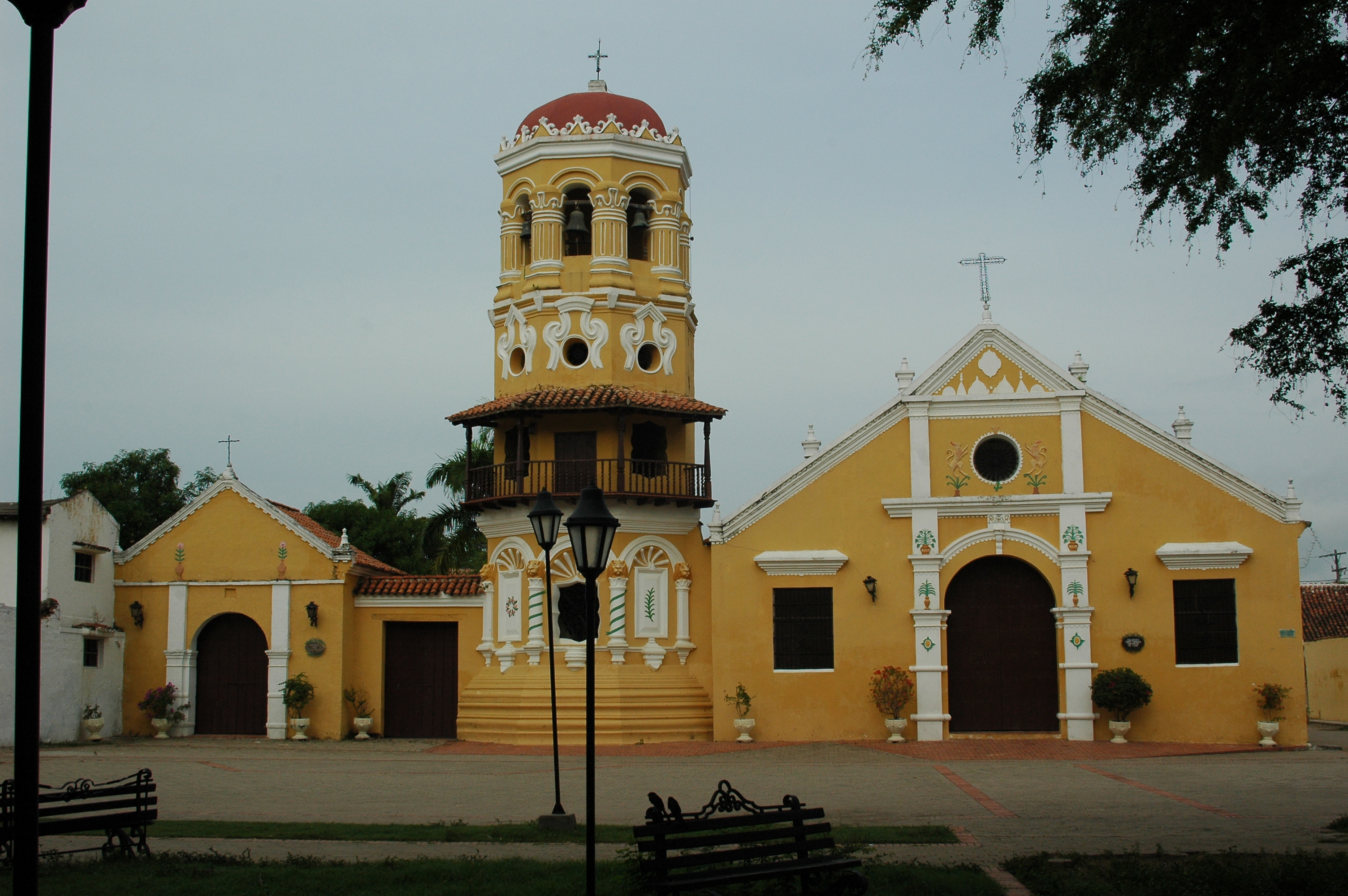
Nhà thờ Santa Barbara
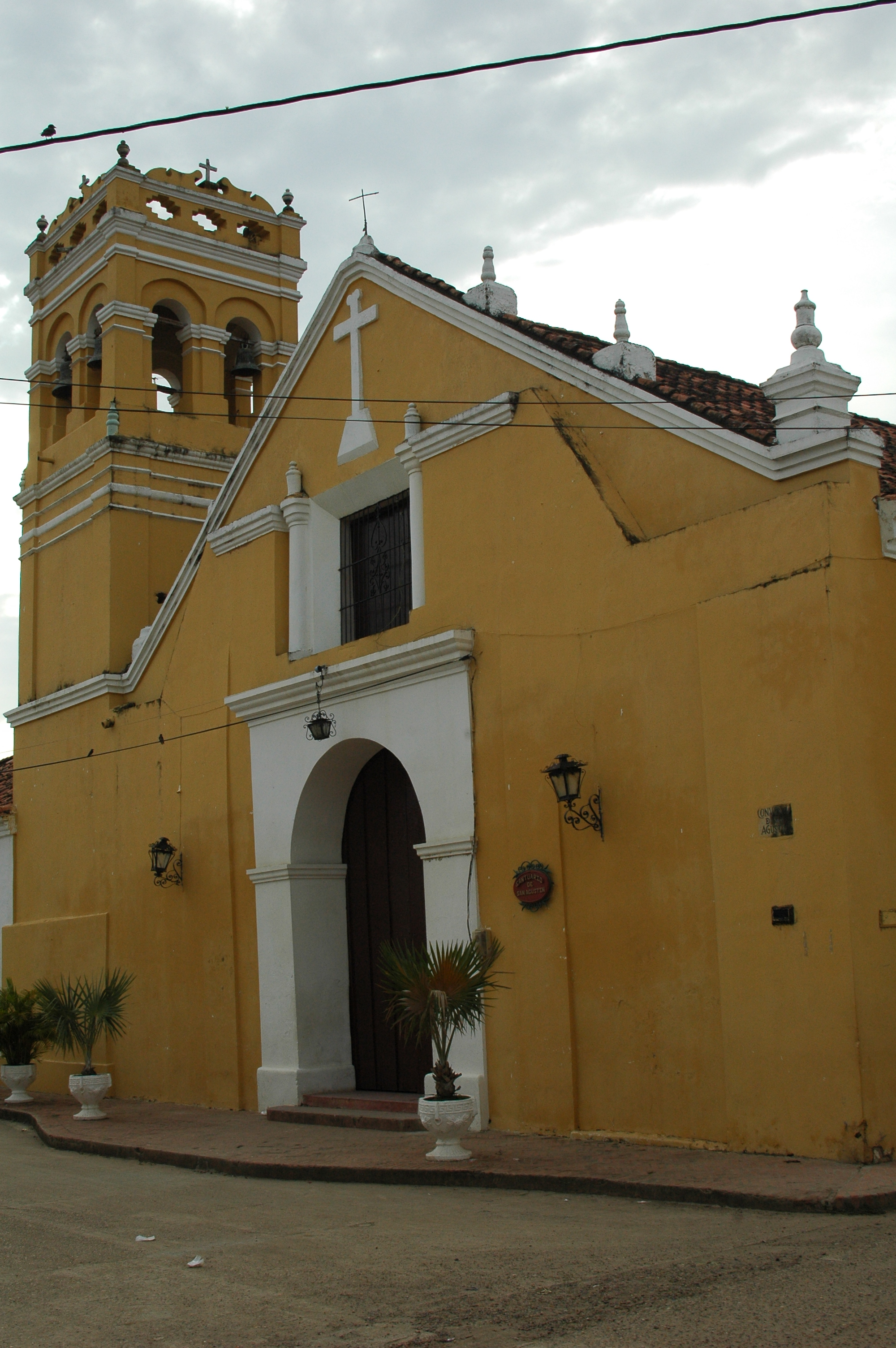
Nhà thờ Sant'Agostino
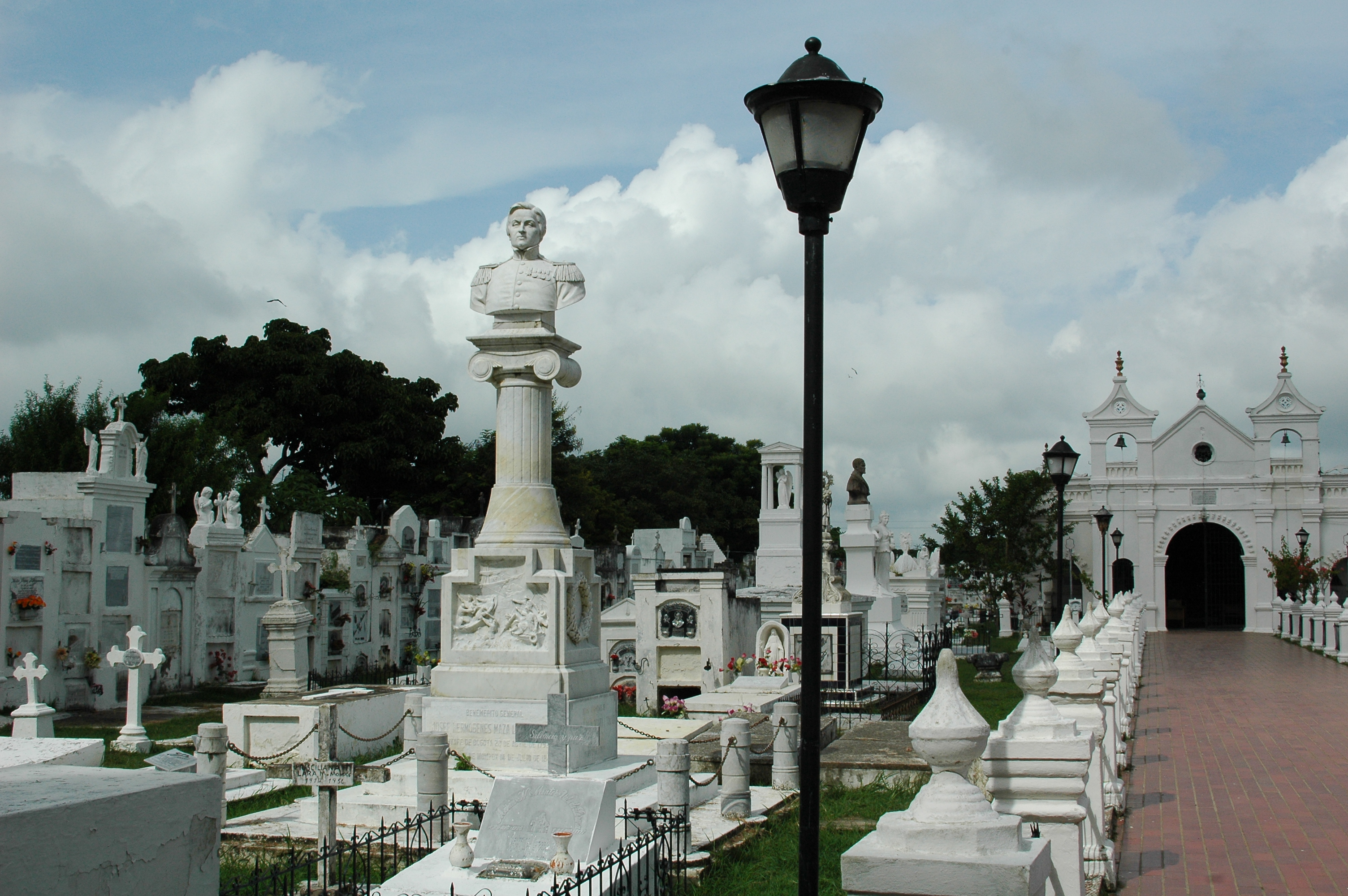
Nghĩa trang ở Mompox
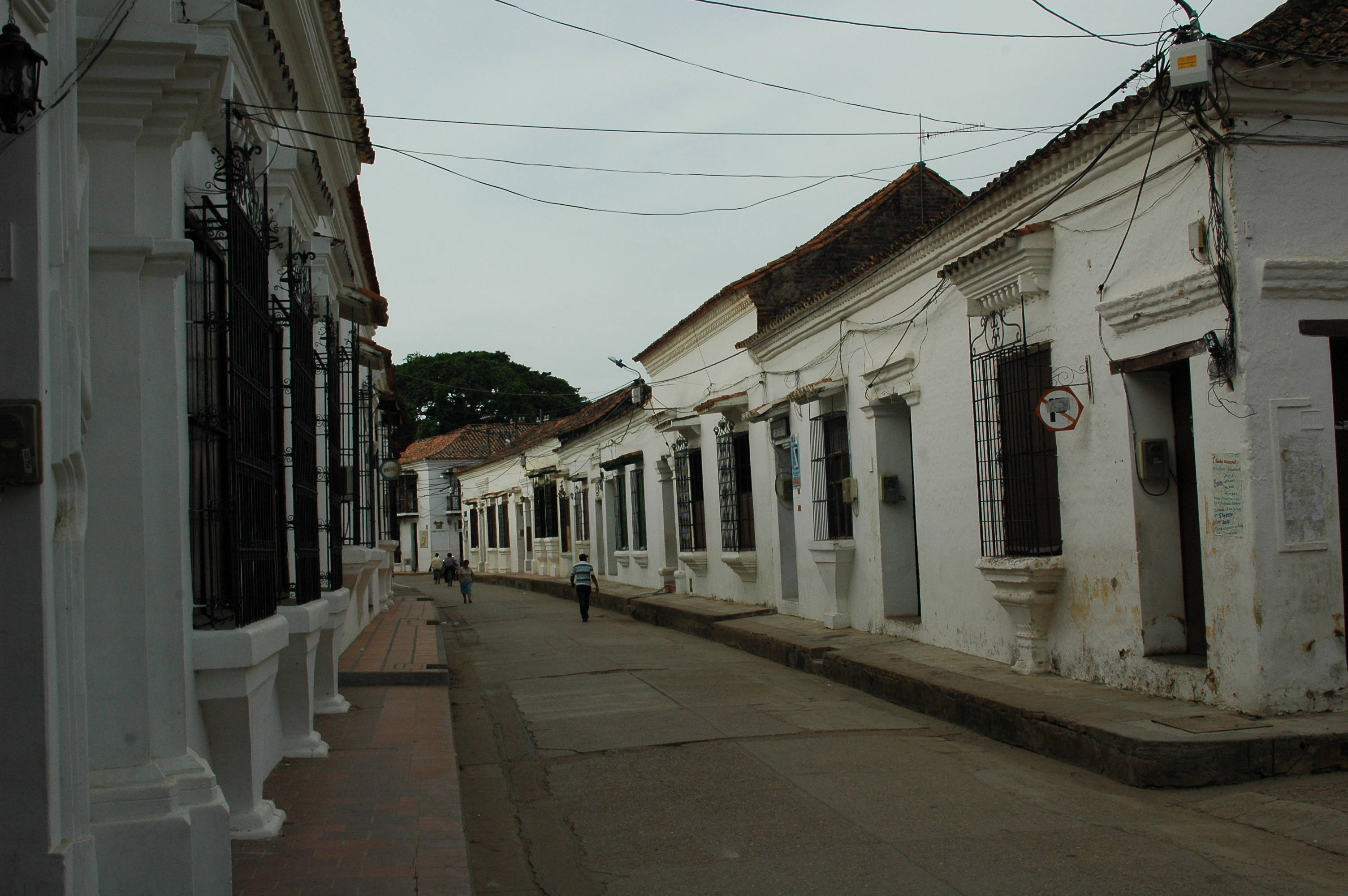
Khu phố cổ ở Mompox